# جون روجرز ماكسويل سينيور
جون روجرز ماكسويل سينيور (بالإنجليزية: John Rogers Maxwell, Sr.)‏ هو متسابق يخت أمريكي، ولد في 1846، وتوفي في 10 ديسمبر 1910.